# سنيسيو صبار

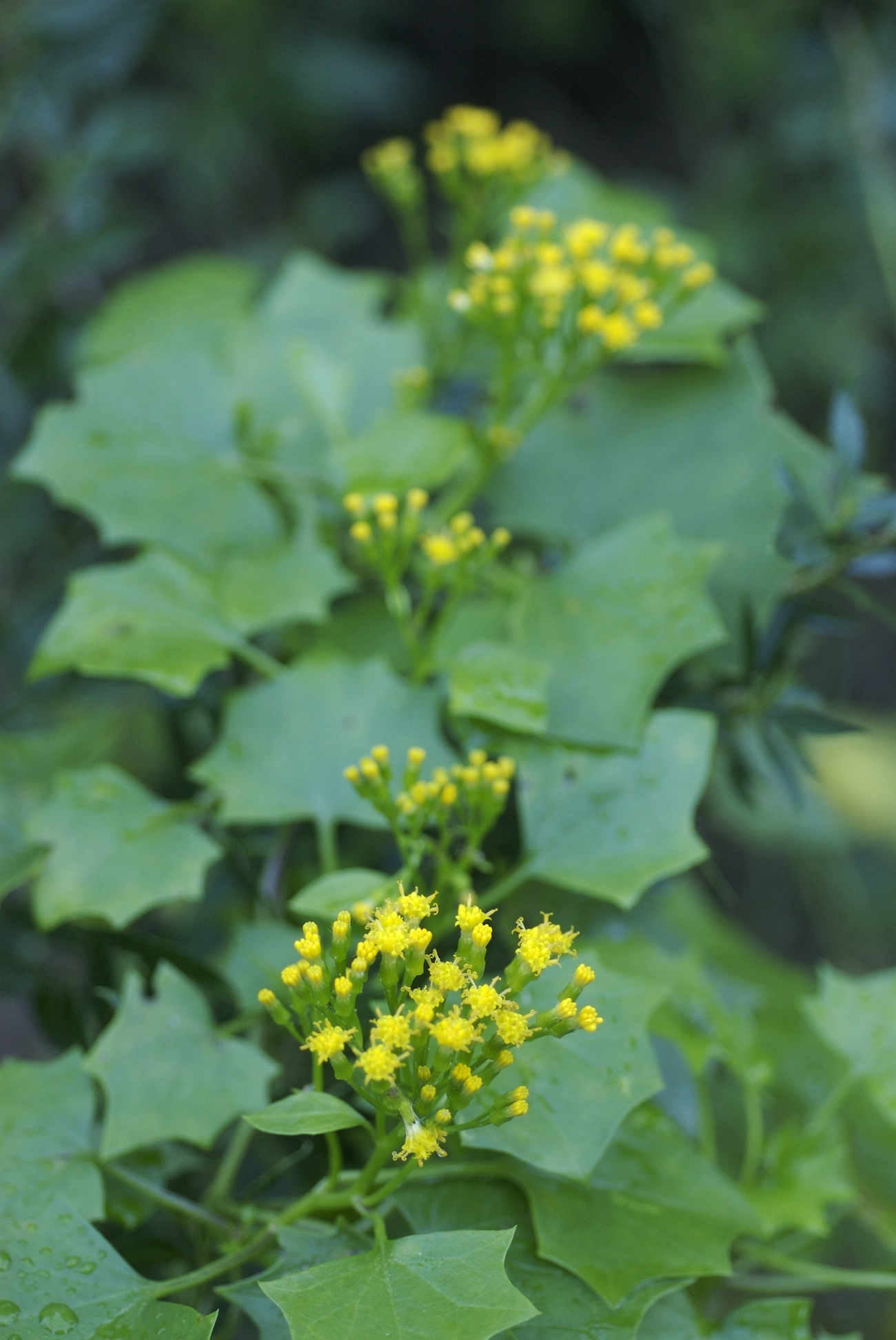

سنيسيو صبار (الاسم العلمي: Senecio  mikanioides)، هو نبات ينتمي إلى نجمية (فصيلة: Asteraceae).